# Vitrac (Cantal)
Vitrac (okzitanisch gleichlautend) ist eine französische Gemeinde im Département Cantal und in der Region Auvergne-Rhône-Alpes mit 269 Einwohnern (Stand: 1. Januar 2022). Sie gehört zum Arrondissement Aurillac und zum Kanton Maurs.

## Lage
Vitrac liegt etwa 16 Kilometer südwestlich von Aurillac im Zentralmassiv und in der Châtaigneraie. Umgeben wird Vitrac von den Nachbargemeinden Saint-Mamet-la-Salvetat im Norden, Marcolès im Osten und Süden sowie Boisset im Westen.

## Bevölkerungsentwicklung
| Jahr                       | 1962 | 1968 | 1975 | 1982 | 1990 | 1999 | 2007 | 2019 |
| Einwohner                  | 423  | 409  | 404  | 347  | 294  | 278  | 294  | 269  |
| Quellen: Cassini und INSEE |      |      |      |      |      |      |      |      |

## Sehenswürdigkeiten
- Kirche Saint-Martial und Saint-Louis

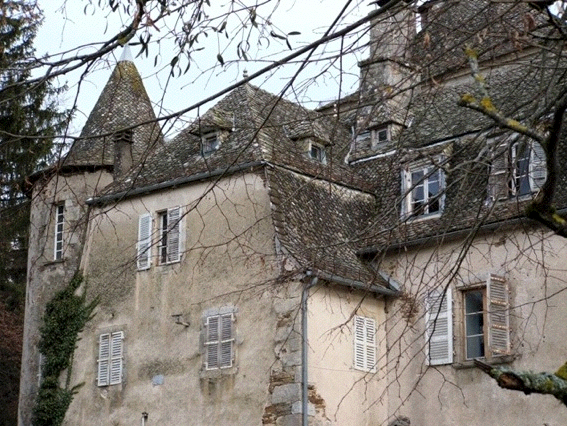
Schloss Fargues

- Schloss Fargues